# Prima Lega (Siria)
La Prima Lega (in arabo الدوري السوري الممتاز‎?, Al-Dawriu Al-Suwriu Al-Mumtaz, "prima lega siriana") è la massima divisione del campionato siriano di calcio.

## Albo d'oro
- 1966-1967:  Al-Ittihad Aleppo
- 1967-1968:  Al-Ittihad Aleppo
- 1968-1969:  Barada
- 1969-1970:  Barada
- 1970-1971: non disputato
- 1971-1972: non disputato
- 1972-1973:  Al Jaish
- 1973-1974: non disputato
- 1974-1975:  Al-Karamah
- 1975-1976:  Al Jaish
- 1976-1977:  Al-Ittihad Aleppo
- 1977-1978: non disputato
- 1978-1979:  Al Jaish
- 1979-1980:  Al-Shorta
- 1980-1981: non disputato
- 1981-1982:  Tishrin
- 1982-1983:  Al-Karamah
- 1983-1984:  Al-Karamah
- 1984-1985:  Al Jaish
- 1985-1986:  Al Jaish
- 1986-1987:  Jableh
- 1987-1988:  Jableh
- 1988-1989:  Jableh
- 1989-1990:  Al-Fotuwa
- 1990-1991:  Al-Fotuwa
- 1991-1992:  Al-Hurriya
- 1992-1993:  Al-Ittihad Aleppo
- 1993-1994:  Al-Hurriya
- 1994-1995:  Al-Ittihad Aleppo
- 1995-1996:  Al-Karamah
- 1996-1997:  Tishrin
- 1997-1998:  Al Jaish
- 1998-1999:  Al Jaish
- 1999-2000:  Jableh
- 2000-2001:  Al Jaish
- 2001-2002:  Al Jaish
- 2002-2003:  Al Jaish
- 2003-2004:  Al-Wahda
- 2004-2005:  Al-Ittihad Aleppo
- 2005-2006:  Al-Karamah
- 2006-2007:  Al-Karamah
- 2007-2008:  Al-Karamah
- 2008-2009:  Al-Karamah
- 2009-2010:  Al Jaish
- 2010-2011: sospeso
- 2011-2012:  Al-Shorta
- 2012-2013:  Al Jaish
- 2013-2014:  Al-Wahda
- 2014-2015:  Al Jaish
- 2015-2016:  Al Jaish
- 2016-2017:  Al Jaish
- 2017-2018:  Al Jaish
- 2018-2019:  Al Jaish
- 2019-2020:  Tishrin
- 2020-2021:  Tishrin
- 2021-2022:  Tishrin
- 2022-2023:  Al-Fotuwa
- 2023-2024:  Al-Fotuwa
- 2024-2025:  Al-Ittihad Aleppo

## Vittorie per squadra
| Squadra           | Vittorie | Secondi posti | Stagioni vittorie                                                                                    |
| ----------------- | -------- | ------------- | --- |
| Al Jaish          | 17       | 5             | 1973, 1976, 1979, 1985, 1986, 1998, 1999, 2001, 2002, 2003, 2010, 2013, 2015, 2016, 2017, 2018, 2019 |
| Al-Karamah        | 8        | 12            | 1975, 1983, 1984, 1996, 2006, 2007, 2008, 2009                                                       |
| Al-Ittihad Aleppo | 7        | 7             | 1967, 1968, 1977, 1993, 1995, 2005, 2025                                                             |
| Tishrin           | 5        | 2             | 1982, 1997, 2020, 2021, 2022                                                                         |
| Jableh            | 4        | 6             | 1987, 1988, 1989, 2000                                                                               |
| Al-Fotuwa         | 4        | 5             | 1990, 1991, 2023, 2024                                                                               |
| Al-Shorta         | 2        | 5             | 1980, 2012                                                                                           |
| Al-Wahda          | 2        | 3             | 2004, 2014                                                                                           |
| Al-Hurriya        | 2        | 1             | 1992, 1994                                                                                           |
| Barada            | 2        | -             | 1969, 1970                                                                                           |
| Al-Wathba         | -        | 3             | - |
| Hutteen           | -        | 2             | - |
| Al-Karama         | -        | 1             | - |

## Capocannonieri
| Stagione  | Giocatore                                                             | Squadra                                                   | Reti          |
| --------- | --------------------------------------------------------------------- | --------------------------------------------------------- | ------------- |
| 1966-1967 | Kevork Marikian                                                       | Al-Yarmouk Aleppo                                         | 7             |
| 1967-1968 | Ahmad Hawash                                                          | Al-Ittihad Aleppo                                         | 8             |
| 1968-1969 | Ismael Fakoush Yousef Tamim                                           | Al-Fotuwa Barada                                          | 13            |
| 1969-1970 | Abdel-Alim Kulku                                                      | Al-Wathba                                                 | 11            |
| 1970-1971 | non disputato                                                         | non disputato                                             | non disputato |
| 1971-1972 | non disputato                                                         | non disputato                                             | non disputato |
| 1972-1973 | Joseph Shahrestan                                                     | Al Jaish                                                  | 14            |
| 1973-1974 | non disputato                                                         | non disputato                                             | non disputato |
| 1974-1975 | Fawaz Shaherli                                                        | Al-Karamah                                                | 16            |
| 1975-1976 | Marwan Qastali                                                        | Al Jaish                                                  | 21            |
| 1976-1977 | Mahmoud Sultan                                                        | Al-Ittihad Aleppo                                         | 25            |
| 1977-1978 | non disputato                                                         | non disputato                                             | non disputato |
| 1978-1979 | Ahmad Watad                                                           | Al-Shorta                                                 | 12            |
| 1979-1980 | Anwar Abdul Kader Ahmad Watad                                         | Al-Shorta                                                 | 10            |
| 1980-1981 | non disputato                                                         | non disputato                                             | non disputato |
| 1981-1982 | Fouad Ghrer                                                           | Al-Wathba                                                 | 10            |
| 1982-1983 | Nabil El-Sibai                                                        | Al-Karamah                                                | 11            |
| 1983-1984 | Abdul Kader Kardaghli                                                 | Tishrin                                                   | 9             |
| 1984-1985 | Mouaffak Kanaan                                                       | Tishrin                                                   | 14            |
| 1985-1986 | Mouaffak Kanaan                                                       | Tishrin                                                   | 16            |
| 1986-1987 | Riyad Naoum                                                           | Al-Jehad                                                  | 16            |
| 1987-1988 | Mahmoud al-Sayed                                                      | Al-Ittihad Aleppo                                         | 11            |
| 1988-1989 | Nidal Qdemati                                                         | Tishrin                                                   | 15            |
| 1989-1990 | Abdulhalim Berini                                                     | Al-Wathba                                                 | 13            |
| 1990-1991 | Othman Bawarshi                                                       | Al-Wathba                                                 | 11            |
| 1991-1992 | Mohammad Nasser Afash                                                 | Al-Ittihad Aleppo                                         | 19            |
| 1992-1993 | Assaf Khalifeh Mohannad al-Boushi                                     | Al-Wathba Al-Ittihad Aleppo                               | 11            |
| 1993-1994 | Ali Sheikh Dib                                                        | Al-Hurriya                                                | 13            |
| 1994-1995 | Omar Kanafani                                                         | Hutteen                                                   | 15            |
| 1995-1996 | Mo'men Khalaf                                                         | Al-Fotuwa                                                 | 17            |
| 1996-1997 | Aref al-Agha                                                          | Hutteen                                                   | 25            |
| 1997-1998 | Aref al-Agha                                                          | Hutteen                                                   | 27            |
| 1998-1999 | Haytham Kajjo                                                         | Al-Jehad                                                  | 18            |
| 1999-2000 | Aref al-Agha                                                          | Hutteen                                                   | 21            |
| 2000-2001 | Haytham Kajjo                                                         | Al-Jehad                                                  | 22            |
| 2001-2002 | Radwan al-Abrash                                                      | Al-Ittihad Aleppo                                         | 14            |
| 2002-2003 | Zyad Chaabo                                                           | Al Jaish                                                  | 22            |
| 2003-2004 | Raja Rafe                                                             | Al-Majd                                                   | 21            |
| 2004-2005 | Raja Rafe                                                             | Al-Majd                                                   | 14            |
| 2005-2006 | Jumah Abbas                                                           | Hutteen                                                   | 19            |
| 2006-2007 | Aref al-Agha                                                          | Taliya                                                    | 15            |
| 2007-2008 | Raja Rafe                                                             | Al-Majd                                                   | 21            |
| 2008-2009 | Mohamed Al-Zeno                                                       | Al-Majd                                                   | 17            |
| 2009-2010 | Firas Kashosh                                                         | Taliya                                                    | 15            |
| 2010-2011 | Sospeso                                                               | Sospeso                                                   | Sospeso       |
| 2011-2012 | Oday Jafal Ahmad al-Doni Nasouh Al Nakdali Ali Salah Hashim Raja Rafe | Al-Shorta Baniyas Refinery Al-Karamah Al-Wathba Al-Shorta | 4             |
| 2012-2013 | Firas Al-Ahmad Omar Khalil                                            | Al-Hurriya Al-Muhafaza                                    | 9             |
| 2013-2014 | Majed al-Haj                                                          | Al-Wathba                                                 | 11            |
| 2014-2015 | Raja Rafe                                                             | Al-Majd                                                   | 12            |
| 2015-2016 | Raja Rafe                                                             | Al-Wathba                                                 | 22            |
| 2016-2017 | Osama Omari                                                           | Al-Wahda                                                  | 17            |
| 2017-2018 | Basel Mustafa                                                         | Al-Wahda                                                  | 15            |
| 2018-2019 | Mohammed Al Wakid                                                     | Al Jaish                                                  | 29            |
| 2019-2020 | Mohammed Al Wakid                                                     | Al Jaish                                                  | 21            |
| 2020-2021 | Mahmoud Al Baher                                                      | Jableh                                                    | 22            |
| 2021-2022 | Mohammed Al Wakid                                                     | Tishrin                                                   | 21            |
| 2022-2023 | Mahmoud Al Baher                                                      | Jableh                                                    | 14            |
| 2023-2024 | Mohammed Al Wakid                                                     | Al Jaish                                                  | 9             |